# Lucian Croitoru
Lucian Croitoru (n. 13 februarie 1957, Otopeni, România) este un economist român, consilier pe probleme de politica monetară al guvernatorului Băncii Naționale a României (BNR). A fost desemnat drept candidat la funcția de prim-ministru al României de către președintele României, Traian Băsescu la 15 octombrie 2009, dar guvernul său nu a fost validat de Parlament, candidatura rămânând blocată în contextul alegerilor prezidențiale din acel an. După alegeri, Croitoru a renunțat la candidatura pentru funcția de prim ministru.